# Gare d'Andrésy
La gare d'Andrésy est une gare ferroviaire française située sur le territoire de la commune d'Andrésy dans le département des Yvelines en région Île-de-France.
C'est une gare SNCF desservie par les trains du réseau Transilien Saint-Lazare (ligne J).

## Situation ferroviaire
Établie à 53 m d'altitude, la gare d'Andrésy se situe au point kilométrique (PK) 29,353 de la ligne de Paris-Saint-Lazare à Mantes-Station par Conflans-Sainte-Honorine entre les gares de Maurecourt et Chanteloup-les-Vignes. La gare comporte deux quais : le quai 1 mesure 214 m et le quai 2 mesure 219 m.

## Histoire
La gare est située sur la partie de la ligne de Paris-Saint-Lazare à Mantes-Station par Conflans-Sainte-Honorine ouverte le 1er juin 1892. La ligne fut ensuite électrifiée de bout-en-bout en 25 kV - 50Hz le 27 mars 1967.
Depuis 2004, c'est le Transilien J qui dessert la gare depuis Paris-Saint-Lazare et vers Mantes-la-Jolie. Depuis le 20 février 2019, ce sont des Z 50000 qui assurent la circulation.

## Fréquentation
En 2012, 860 voyageurs ont pris le train dans cette gare chaque jour ouvré de la semaine.
De 2015 à 2023, les estimations de la SNCF sont les suivantes :
| Année         | 2015    | 2016    | 2017    | 2018    | 2019    | 2020    | 2021    | 2022    | 2023    |
| ------------- | ------- | ------- | ------- | ------- | ------- | ------- | ------- | ------- | ------- |
| Fréquentation | 583 871 | 623 470 | 563 440 | 499 012 | 445 551 | 205 140 | 516 688 | 586 872 | 579 152 |

## Service des voyageurs

### Desserte
Elle est desservie par les trains du réseau Saint-Lazare du Transilien.

### Correspondances
La gare est desservie par les lignes 40, 59, 74 et 91 du réseau de bus de Poissy - Les Mureaux et, la nuit, par la ligne N155 du réseau Noctilien.

## Galerie de photographies

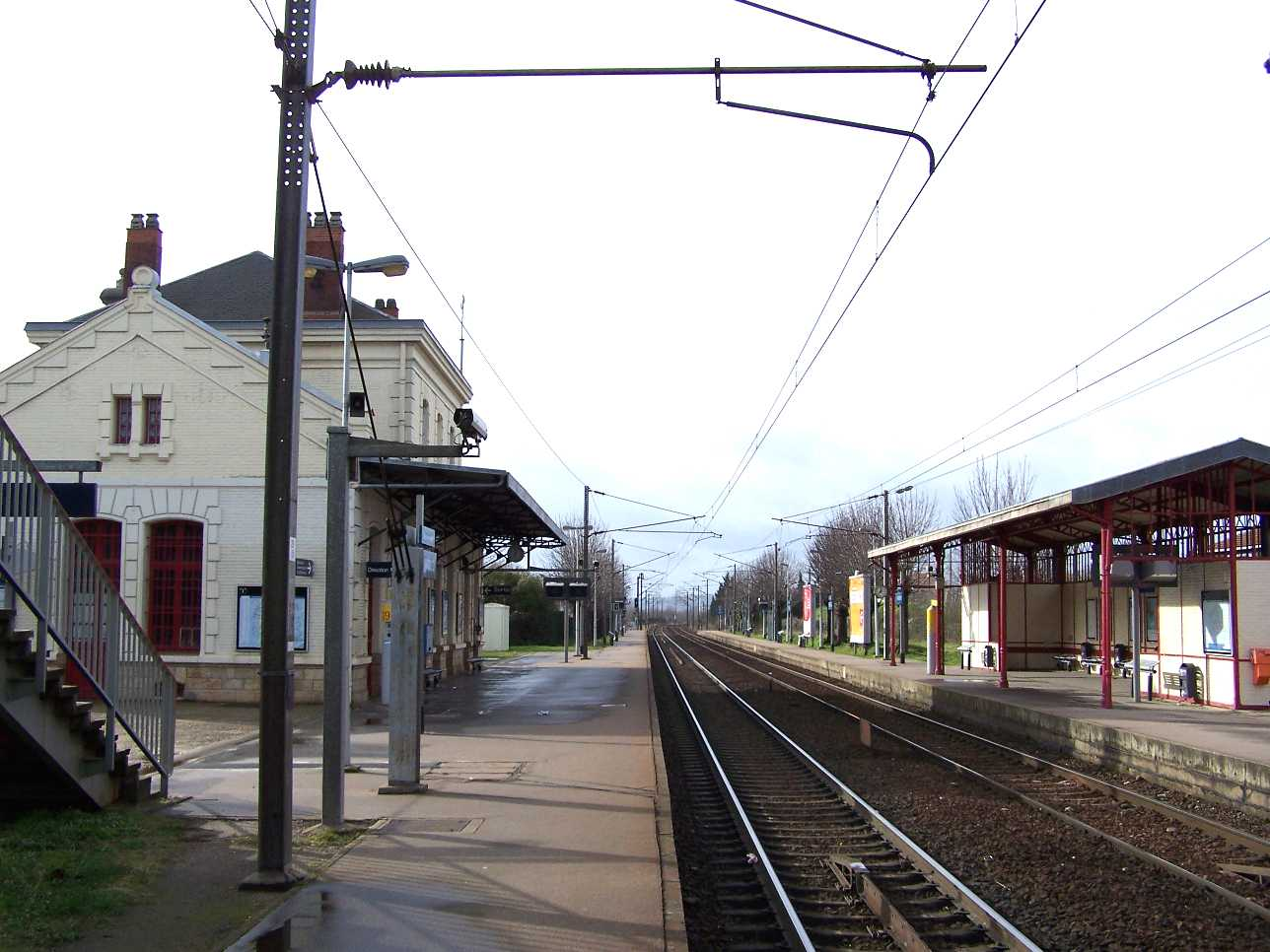
Vue en direction de Mantes-la-Jolie.
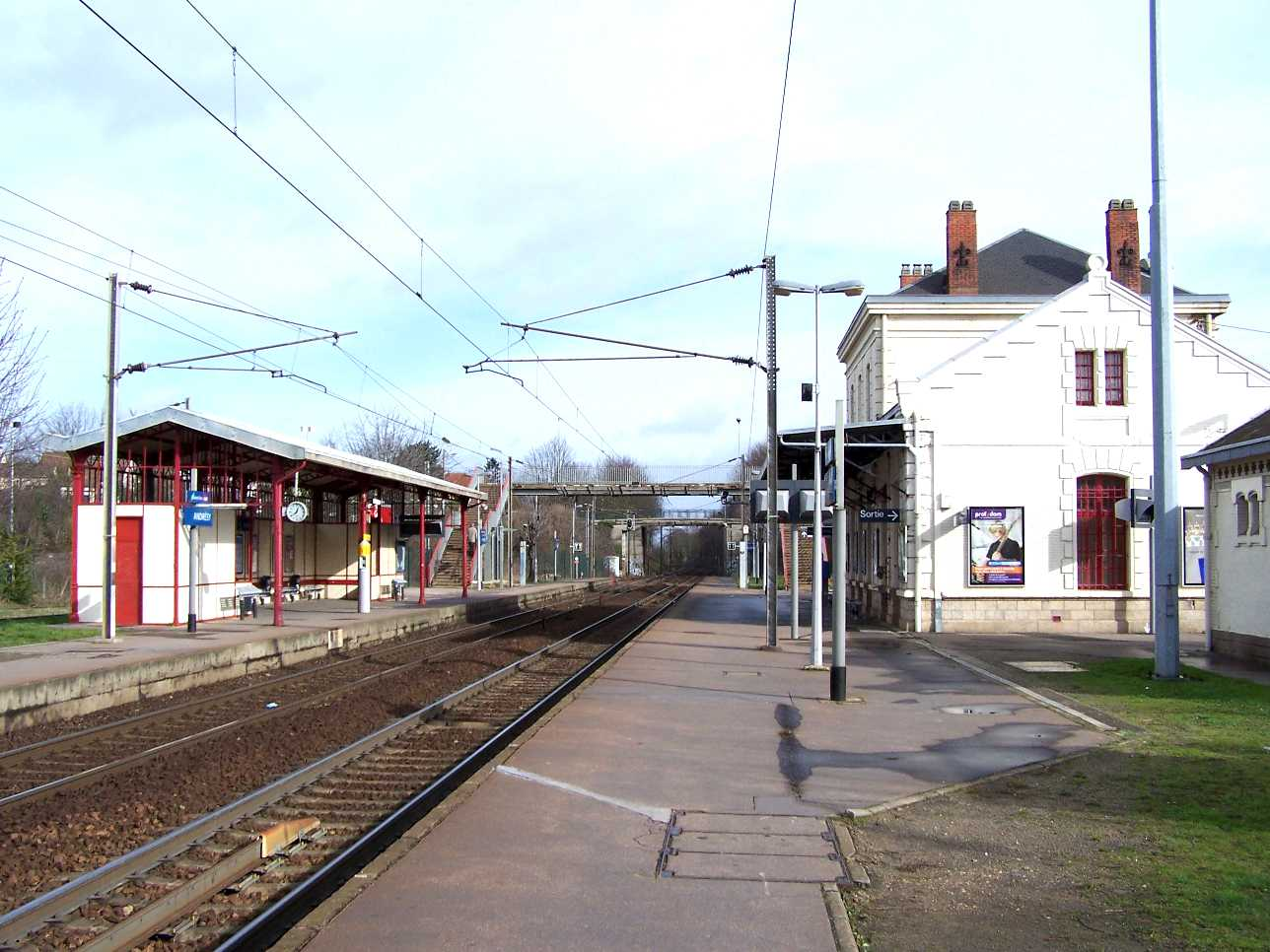
Vue en direction de Paris-Saint-Lazare.
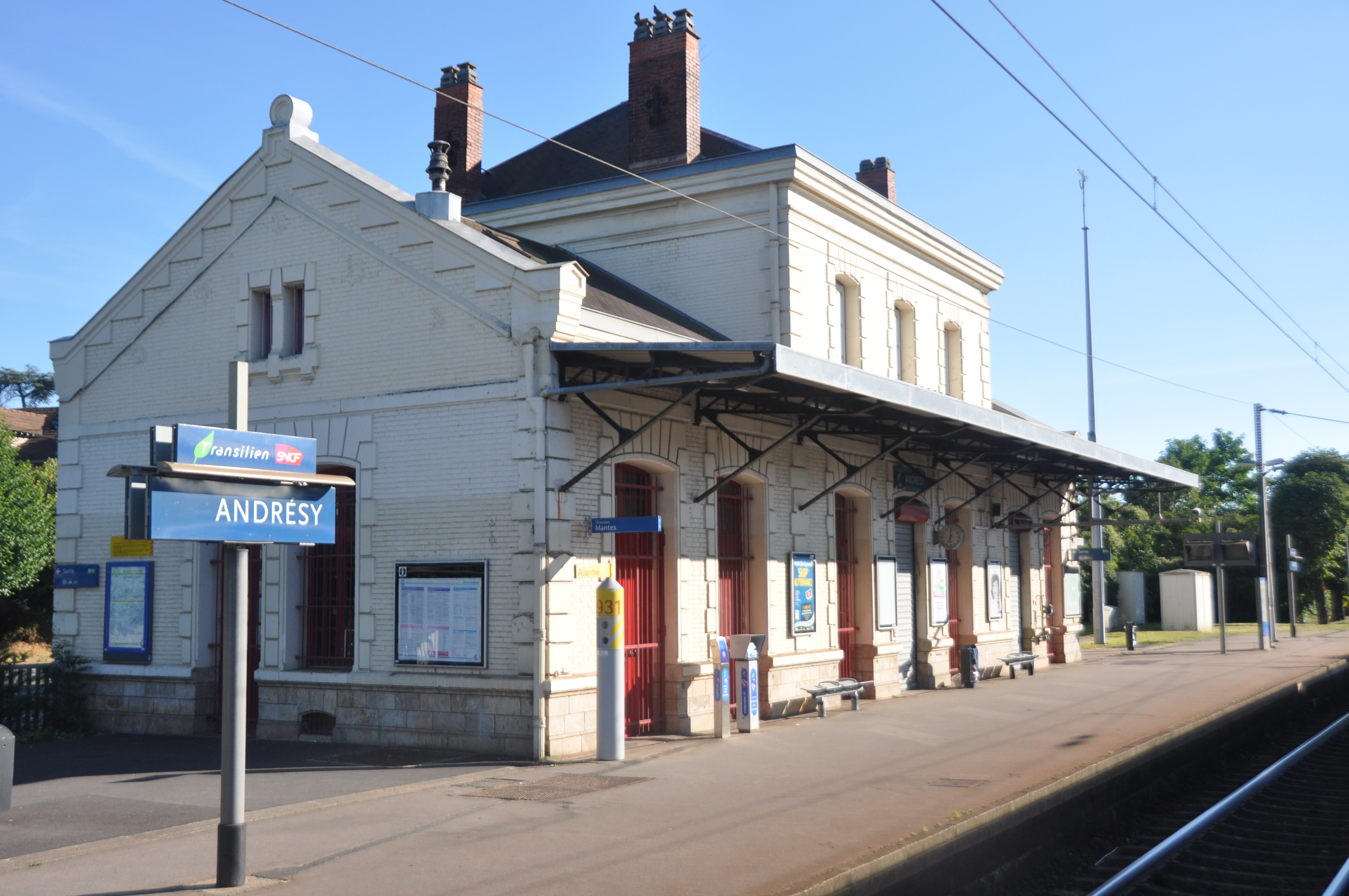
Vue du bâtiment voyageurs en 2012.